# Chaetonotus fujisanensis
Chaetonotus fujisanensis är en djurart som tillhör fylumet bukhårsdjur, och som först beskrevs av Fusa Sudzuki H. 1971.  Chaetonotus fujisanensis ingår i släktet Chaetonotus och familjen Chaetonotidae. Inga underarter finns listade i Catalogue of Life.